# Olivia Nicholls

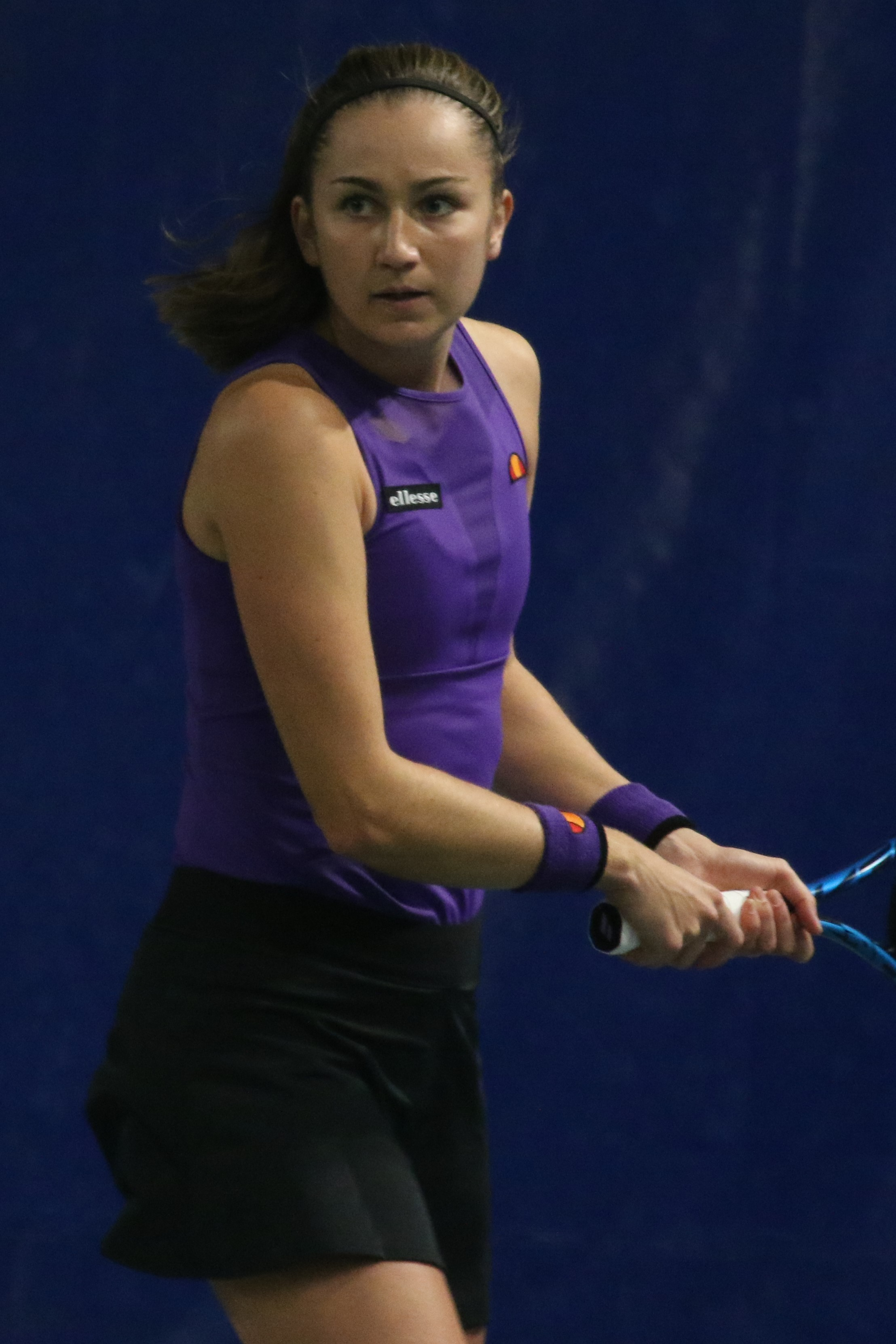
Poitiers 2021

Olivia Nicholls (Norwich, 26 oktober 1994) is een tennisspeelster uit het Verenigd Koninkrijk. Nicholls begon met tennis toen zij vijf jaar oud was. Haar favoriete ondergrond is gras. Zij speelt rechtshandig en heeft een tweehandige backhand. Zij is actief in het internationale tennis sinds 2014.

## Loopbaan

### Enkelspel
Nicholls debuteerde in 2015 op het ITF-toernooi van Chiswick (VK). Haar deelname aan het enkelspel is slechts incidenteel.

### Dubbelspel
Nicholls behaalde in het dubbelspel betere resultaten dan in het enkelspel. Zij debuteerde in 2014 op het ITF-toernooi van Nottingham (VK), samen met landgenote Aimee Gibson – zij bereikte er al meteen de halve finale. Zij stond in 2015 voor het eerst in een finale, op het ITF-toernooi van Bath (VK), samen met landgenote Sarah Beth Askew – hier veroverde zij haar eerste titel, door het Britse duo Freya Christie en Lisa Whybourn te verslaan. In augustus 2017 won Nicholls op de Zomeruniversiade in Taiwan de bronzen medaille in het dubbelspel, samen met landgenote Emily Arbuthnott. Tot op heden(juni 2025) won zij negentien ITF-titels, de meest recente in 2024 op het toernooi van Porto (Portugal).
In maart 2022 speelde Nicholls voor het eerst op een WTA-hoofdtoernooi, op het toernooi van Lyon, samen met landgenote Alicia Barnett – zij bereikten er al meteen de finale, die zij verloren van het koppel Laura Siegemund en Vera Zvonarjova. Door deze prestatie kwam zij binnen op de top 150 van de wereldranglijst. In juni had zij haar grandslamdebuut, op Wimbledon – samen met Barnett had zij een wildcard gekregen; zij wonnen er hun openingspartij. Door haar ITF-titel in Grodzisk Mazowiecki steeg zij op de mondiale ranglijst naar de top 100. In augustus won Nicholls haar eerste WTA-titel op het toernooi van Granby, nogmaals geflankeerd door Alicia Barnett.
In maart 2024 won Nicholls samen met de Australische Olivia Gadecki twee dubbelspeltitels: in Austin (TX, VS) en twee weken later in Charleston (SC, VS). Met de Slowaakse Tereza Mihalíková bereikte zij op Wimbledon en op het US Open de derde ronde – door dit resultaat haakte zij nipt aan bij de top 50 van de wereldranglijst.
Met de Slowaakse Tereza Mihalíková aan haar zijde won Nicholls haar vierde dubbelspeltitel op het WTA-toernooi van Berlijn 2025.
Haar hoogste notering op de WTA-ranglijst is de 23e plaats, die zij bereikte in juni 2025.

#### Gemengd dubbelspel
In deze discipline bereikte Nicholls de halve finale op Wimbledon 2023, geflankeerd door landgenoot Jonny O'Mara. Op het Australian Open 2025 bereikte zij andermaal de halve finale, nu aan de zijde van landgenoot Henry Patten.

### Tennis in teamverband
In de periode 2022–2023 maakte Nicholls deel uit van het Britse Fed Cup-team – zij vergaarde daar een winst/verlies-balans van 3–3.

## Persoonlijk
Nicholls studeerde af aan de Universiteit van Loughborough met als hoofdvak "Sportwetenschap en -management".

## Posities op deWTA-ranglijst
Positie per einde seizoen:
| jaar | rang enkelspel | rang dubbelspel |
| ---- | -------------- | --------------- |
| 2016 | –              | 471             |
| 2017 | 1000           | 460             |
| 2018 | –              | 273             |
| 2019 | –              | 362             |
| 2020 | –              | 324             |
| 2021 | –              | 187             |
| 2022 | –              | 63              |
| 2023 | –              | 107             |
| 2024 | –              | 39              |

## Palmares
| Legenda                 |
| ----------------------- |
| Grandslamtoernooi       |
| Olympische Spelen       |
| Year-End Championships  |
| Premier Mandatory       |
| Premier Five / WTA 1000 |
| Premier / WTA 500       |
| International / WTA 250 |
| Challenger / WTA 125    |

### WTA-finaleplaatsen enkelspel
geen

### WTA-finaleplaatsen vrouwendubbelspel
| nr.              | finale     | toernooi         | ondergrond    | partner           | tegenstandsters                    | score            |         |
| ---------------- | ---------- | ---------------- | ------------- | ----------------- | ---------------------------------- | ---------------- | ------- |
| gewonnen finales |            |                  |               |                   |                                    |                  |         |
| 1.               | 2022-08-27 | WTA Granby       | hardcourt     | Alicia Barnett    | Harriet Dart Rosalie van der Hoek  | 5-7, 6-3, [10-1] | details |
| 2.               | 2024-03-03 | WTA Austin       | hardcourt     | Olivia Gadecki    | Katarzyna Kawa Bibiane Schoofs     | 6-2, 6-4         | details |
| 3.               | 2024-03-16 | WTA Charleston   | hardcourt     | Olivia Gadecki    | Sara Errani Tereza Mihalíková      | 6-2, 6-1         | details |
| 4.               | 2025-06-22 | WTA Berlijn      | gras          | Tereza Mihalíková | Sara Errani Jasmine Paolini        | 4-6, 6-2, [10-6] | details |
| verloren finales |            |                  |               |                   |                                    |                  |         |
| 1.               | 2022-03-06 | WTA Lyon         | hardcourt (i) | Alicia Barnett    | Laura Siegemund Vera Zvonarjova    | 5-7, 1-6         | details |
| 2.               | 2022-12-17 | WTA Limoges      | hardcourt (i) | Alicia Barnett    | Oksana Kalasjnikova Marta Kostjoek | 5-7, 1-6         | details |
| 3.               | 2024-06-16 | WTA Rosmalen     | gras          | Tereza Mihalíková | Ingrid Neel Bibiane Schoofs        | 6-7, 3-6         | details |
| 4.               | 2025-03-15 | WTA Indian Wells | hardcourt     | Tereza Mihalíková | Asia Muhammad Demi Schuurs         | 2-6, 6-7         | details |
| 5.               | 2025-05-17 | WTA Parijs       | gravel        | Tereza Mihalíková | Irina Chromatsjova Fanny Stollár   | 6-4, 6-7, [5-10] | details |

## Resultaten grandslamtoernooien
| Legenda | Legenda                          |
| ------- | -------------------------------- |
| g.t.    | geen toernooi gehouden           |
| l.c.    | lagere categorie                 |
| –       | niet deelgenomen                 |
| G       | uitgeschakeld in de groepsfase   |
| 1R      | uitgeschakeld in de eerste ronde |
| 2R      | uitgeschakeld in de tweede ronde |
| 3R      | uitgeschakeld in de derde ronde  |
| 4R      | uitgeschakeld in de vierde ronde |
| KF      | uitgeschakeld in de kwartfinale  |
| HF      | uitgeschakeld in de halve finale |
| F       | de finale verloren               |
| W       | het toernooi gewonnen            |
| w-v     | winst/verlies-balans             |

### Enkelspel
geen deelname

### Vrouwendubbelspel
| toernooi        | 2022 | 2023 | 2024 | 2025 |
| --------------- | ---- | ---- | ---- | ---- |
| Australian Open | –    | 1R   | –    | 1R   |
| Roland Garros   | –    | 1R   | 1R   | 3R   |
| Wimbledon       | 2R   | 1R   | 3R   |      |
| US Open         | 1R   | –    | 3R   |      |

### Gemengd dubbelspel
| toernooi        | 2022 | 2023 | 2024 | 2025 |
| --------------- | ---- | ---- | ---- | ---- |
| Australian Open | –    | –    | –    | HF   |
| Roland Garros   | –    | –    | –    | –    |
| Wimbledon       | 1R   | HF   | 2R   |      |
| US Open         | –    | –    | –    |      |